# Requiescat in pace

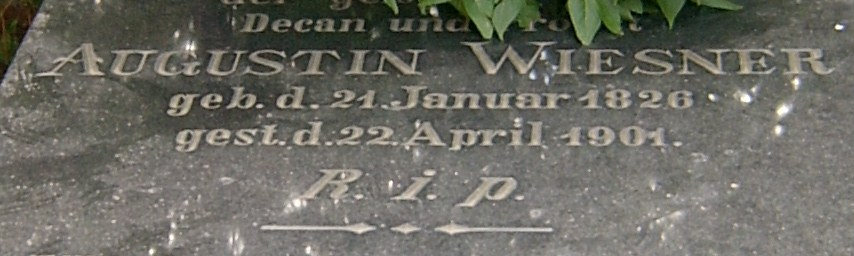
RIP en una làpida alemanya

La frase llatina Requiescat in pace (o Requiescant in pace, en plural) se sol utilitzar com a epitafi en làpides o esqueles en la majoria dels països cristians, generalment amb l'acrònim RIP. El significat literal en català és "que reposi en pau".
El seu origen es troba en la part final del responsori litúrgic dels funerals
| En llatí (Prevere):Requiem aetaernam dona eis Domine. (Tots): Et lux perpetua luceat eis. (Prevere): Requiescat in pace. (Tots): Amen. (Prevere): Anima eius et animae omnium fidelium defunctorum per misericordiam Dei requiescat in pace. (Tots): Amen. | En català (Prevere): "Doneu-los, Senyor, el repòs etern. (Tots): I que la llum perpètua els il·lumini. (Prevere): Reposin en pau. (Tots): Amén. (Prevere): La seva ànima i les ànimes de tots els fidels difunts, per la misericòrdia de Déu, reposin en pau. (Tots): Amén" |

L'acrònim RIP també es fa servir en els països de parla anglesa i italiana, ja que les sigles coincideixen amb la seva traducció (Rest in peace i Riposa In Pace).